# Битва при Мионессе
Битва при Мионессе — морское сражение, которое состоялось в сентябре 190 года до нашей эры, между римско-родосской флотилией под командованием Луция Эмилия Регилла и адмирала Эвдама и селевкидской флотилией под командованием Поликсенидаса.
Селевкидский флот атаковал римлян и родоссцев при выходе в море между Мионессом и полуостровом Корик, однако после начальной неразберихи союзный флот сумел перегруппироваться и разгромить силы Селевкидов. Победа обеспечила римлянам контроль над Эгейским морем, что открыло им дорогу в Малую Азию.

## Предыстория
Война складывалась неудачно для Селевкидского государства: кампания Антиоха в Греции закончилась разгромом сирийских войск в битве
при Фермопилах. Баланс сил на море также начал клониться в сторону Римской республики, так как римляне вошли в союзнические отношения с Родосом и Пергамом. Римский флот не повлиял на боевые действия в Европе, однако опасность объединения вражеских морских сил подтолкнуло селевкидских военачальников попытаться перехватить римлян на их пути в Эгейское море. В морской битве при Корике римский флот нанес поражение флоту Селевкидов и соединился с пергамским и родосским. Селевкиды в лице Ганнибала сформировал второй сирийский флот в Киликии, но был разгромлен смешанной римско-родосской эскадрой в в битве при Эвридемонте, потеряв половину кораблей. Командующий селевкидским флотом Поликсенидас оказался в изоляции и в меньшинстве. Но сентябре 190 года до н. э. командующий римским флотом Луций Эмилий Регилл отправил часть своего флота в Геллеспонт, чтобы помочь римской армии во вторжении в Малую Азию, Поликсенидас воспользовался возможностью атаковать римлян на море .

## Битва
Римско-родосский флот под командованием Эмилия насчитывал 58 римских и 22 родосских военных корабля. Флот Селевкидов под командованием Поликсенидаса состоял из 89 военных кораблей, но, несмотря на численное превосходство, его экипажи были менее опытными, чем у их противников.
Поликсенидас получил сведения, что римляне атаковали корабли Селевкидов, грабивших малоазиатские побережья, и отправились к Теосу, который перешел на сторону Антиоха . По задумке Поликсемида, селевкидский флот должен был напасть на римлян и родоссцев, когда те выйдут из узкой северной гавани Теоса. Однако Эмилия осведомили о засаде Поликсенидаса, и он отплыл в более безопасную южную гавань. Флот союзников вышел в море между Мионессом и полуостровом Корик, когда на него напал Поликсенидас. Несмотря на первоначальную неразбериху, союзники приняли боевое построение. Эмилий, дождавшись выхода римских кораблей из пролива, атаковал правое крыло Селевкидов.
Такой маневр подверг опасности римский правый фланг, оказавшийся в численном меньшинстве, однако родосская эскадра под командованием Эвдама изменила баланс сил на этом участке битве. Эмилий прорвался через центр армии Селевкидов, изолировав часть их флота, располагавшуюся ближе к суше, и ударил другой части в тыл. Поликсемид, оказавшись в проигрышном положении, отвел остаток своего флота (47 кораблей) к Эфесу.

## Последствия
Полная победа Римской республики в этом сражении обеспечило римский контроль над Эгейским морем и позволила римлянам перебросить свои силы в Малую Азию. Антиох готов был согласиться на римские условия, выдвинутые в 196 году до н. э., вывел войска из Фракии и предложил покрыть половину военных расходов Рима. Но римляне не приняли эти условия и решили нанести государству Селевкидов окончательное поражение . Стороны сошлись в решающей битве при Магнезии, где армия Селевкидов потерпела сокрушительное поражение и была почти полностью уничтожена римлянами. В результате царь Антиох был вынужден принять все требования Рима, что означало завершение всей войны.